# Wells Fargo Center (Jacksonville)
Wells Fargo Center är en 37 våningar hög skyskrapa i Jacksonville, Florida. Byggnaden är med sina 163 meter den näst högsta i Jacksonville. Byggnaden används som kontor, och färdigställdes 1974. Den är byggd i en modernistisk stil. Wells Fargo Center har genomgått en rad namnbyten, och har under perioder haft namnen: Independent Life & Accident Insurance Company Building, Independent Square, Accustaff Building och Modis Tower, innan Wells Fargo köpte namnrättigheterna 2011.